# Willstätter-Gymnasium Nürnberg
Das Willstätter-Gymnasium ist ein Gymnasium in Nürnberg, das nach seinem ehemaligen Schüler Richard Willstätter, dem Nobelpreisträger für Chemie, benannt wurde.

## Geschichte
Das Gymnasium wurde am 1. Oktober 1864 als eines der ersten sechs „Königlich Bayerischen Realgymnasien“ im sog. „Kalkstadel“ im Bauhof gegründet. Das Abitur dieses 6-klassigen Schultyps berechtigte zum Studium an einer technischen Hochschule und einiger Universitätsstudiengänge.
In den Jahren 1900–1902 wurde, wie anderorten in Bayern auch, eine Oberstufe aufgebaut und 1903 konnte der Neubau für die 9-klassige Schulform auf dem Areal des ehemaligen Landauer-Klosters bezogen werden. In den folgenden Jahrzehnten wurde die Dominanz der technischen Ausrichtung abgeschwächt und ab 1906 wurde der Lehranstalt ein „Reformrealgymnasium“ angegliedert. Von 1938 bis 1945 hieß die Jungenschule „Deutsche Oberschule am Laufer Schlagturm“, sie wurde im Zweiten Weltkrieg völlig zerstört.
1956 war der Neubau der „Oberschule am Laufer Schlagturm“ abgeschlossen. Im Jahr 1965 wurde sie entsprechend dem Hamburger Abkommen in Willstätter-Gymnasium umbenannt, Mädchen waren fortan auch offiziell zum Schulbesuch zugelassen (Koedukation). Der Namensgeber Willstätter war von 1884 bis 1890 Schüler des Realgymnasiums gewesen und wurde nach dem Abitur für das Maximilianeum vorgeschlagen. Neben dem Neubau nutzt das Gymnasium heute auch den sogenannten Melanchthonbau am Egidienplatz, in dem sich früher das Melanchthon-Gymnasium befand.
Die höchste Schüleranzahl erreichte das Gymnasium 1976 mit fast 1200 Schülern.
Das Gymnasium ist als eine von 64 MINT-EC-Schulen in Bayern (Stand: 2024) berechtigt, Schülern das MINT-EC-Zertifikat zu erteilen.

## Schülerverbindung

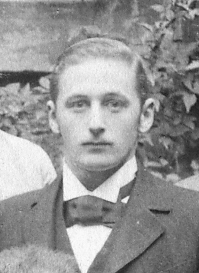
Richard Willstätter drei Jahre nach dem Abitur beim späteren Nobelpreisträger Adolf von Baeyer in München (1893)

1867 wurde von den Schülern der oberen Klassen die Schülerverbindung „Rot-Weiss-Rote Absolvia Nürnberg“ gegründet. Der Chemiker und Nobelpreisträger Richard Willstätter ist bis heute ihr berühmtestes Mitglied.

## Heutige Schulformen G8 und G9
Das Willstätter-Gymnasium ist ein europäisch, neusprachlich und naturwissenschaftlich-technologisch ausgerichtetes Gymnasium. Das europäische Gymnasium beinhaltet die Klassen 10 bis 11, die nach der neunjährigen Form unterrichtet werden. Die anderen beiden Schulzweige werden in der achtjährigen Form angeboten. Die Schüler werden in der siebten Klasse aufgerufen, ihre Ausbildungsrichtung, die ab der achten Klasse gilt, zu wählen.

## Bekannte Lehrkräfte
- Gerhard Fink (1934–2013), Altphilologe und Fachdidaktiker
- Sieghard Rost (1921–2017), Philologe, Politiker (CSU)
- Jürgen Weineck (1941–2020), Sportwissenschaftler

## Bekannte Absolventen
- Julius Tafel (1862–1918), Professor, Chemie
- Erwin Goller (1864–1918), Reichstagsabgeordneter 1905–1912
- Richard Willstätter (1872–1942), Nobelpreis 1915 für Untersuchungen der Pflanzenfarbstoffe Chlorophyll und Anthocyanidine
- Emmy Noether (1882–1935), Professorin, Mathematikerin
- Joseph E. Drexel (1896–1976), Gründer der Nürnberger Nachrichten
- Hugo Distler (1908–1942), Kirchenkomponist
- Arno Hamburger (1923–2013), 1. Vorsitzender der Israelitischen Kultusgemeinde (IKG)
- Hans Magnus Enzensberger (1929–2022), Dichter, Schriftsteller, Herausgeber, Übersetzer und Redakteur[6]
- Günther Beckstein (* 1943), ehem. Bayerischer Ministerpräsident
- Roland „Golly“ Hertlein (* 1952), Musiker, Komponist, Musikproduzent, Veranstalter, Maler und Autor
- Rolf Raum (* 1956), Vorsitzender Richter am Bundesgerichtshof
- Bernd Regenauer (* 1956), Kabarettist und Autor
- Jürgen Egger (1959–2009), Filmregisseur und Drehbuchautor
- Konrad Schuller (* 1961), Journalist und Buchautor
- Michael Frieser (* 1964), Politiker (CSU), Mitglied des Deutschen Bundestages
- Susanne Aschhoff (* 1971), Politikerin (Bündnis 90/Die Grünen), Mitglied des Landtags von Baden-Württemberg
- Ferda Ataman (* 1979), Journalistin und Autorin, Bundesbeauftragte für Antidiskriminierung
- Lena Dörrie (* 1982), Schauspielerin
- Ronen Steinke (* 1983), Jurist und Redakteur Süddeutsche Zeitung
- Britta Walthelm, Politikerin, GRÜNE